# فاطمه محمدی (دونده)
فاطمه محمدی (زاده ۲۹ آبان ۱۳۶۸ در مشهد) ورزشکار دو و میدانی ایرانی و دارنده سه مدال طلا در رشته های دو ۴۰۰ متر، دو ۴۰۰ متر بامانع و دو ۲۰۰۰ متر بامانع و دو مدال نقره در رشته های دو ۴ در ۱۰۰ متر امدادی و دو ۴ در ۴۰۰ متر امدادی مسابقات دو و میدانی قهرمانی مسترز آسیا می باشد. 

## فعالیت حرفه‌ای
محمدی در سال ۱۳۹۱ در در بیست‌ویکمین دوره‌ی مسابقات بین‌المللی دوومیدانی دهه‌ی فجر، در رشته دو ۱۵۰۰ متر و دو ۳۰۰۰ متر موفق به کسب مدال نقره شد. همچنین در مسابقات قهرمانی باشگاه‌های بانوان ایران، وی موفق به کسب مدال برنز در رشته دو دو ۴ در ۴۰۰ متر امدادی شد.
اما سال ۱۳۹۸ برای وی سالی پربار بود و توانست در مسابقات دو و میدانی قهرمانی مسترز آسیا پنج مدال طلا و نقره کسب کند. 

## فعالیت به عنوان مربی
وی به عنوان مربی نیز سابقه درخشانی دارد و شاگران وی توانستند افتخارات زیادی برای کشور کسب کنند. یکی از شاگران وی به نام زهرا مرادی در آغاز فصل رقابت‌های دو و میدانی زنان ایران در شیراز موفق به کسب سه مدال طلا در رشته‌های دو ۴۰۰ متر، دو ۸۰۰ متر و دو ۴ در ۴۰۰ متر امدادی شد.
دیگر شاگرد وی یعنی ساجده فانی نیز توانست با ثبت رکورد ۲ دقیقه و ۱۲ ثانیه رکورد ملی دو ۸۰۰ متر را پس ۱۲ سال بشکند. 

## افتخارات

### به عنوان ورزشکار
- مسابقات دو و میدانی قهرمانی پیشکسوتان آسیا
  -  طلا (۳ بار): ۲۰۱۹، کوچینگ، مالزی در ماده‌های دو ۴۰۰ متر، دو ۴۰۰ متر با مانع و ۲۰۰۰ متر با مانع[۱۱]
  -  نقره (۲ بار): ۲۰۱۹، کوچینگ، مالزی در ماده‌های دو ۴ در ۱۰۰ متر و ۴ در ۴۰۰ متر امدادی[۱۲]
- مسابقات بین‌المللی دو و میدانی دهه فجر
  -  نقره (۲ بار): ۱۳۹۱، تهران در دو ۱۵۰۰ متر و ۳۰۰۰ متر[۱۳][۱۴]
  -  برنز: ۱۳۹۱، تهران در دو ۴ در ۴۰۰ متر امدادی
- مسابقات جهانی مسترز
  -  طلا (۱ بار): ۲۰۲۲، فنلاند در ماده ۲۰۰۰ متر با مانع
  -  برنز (۱ بار): ۲۰۲۲، فنلاند در ماده ۱۰۰ متر با مانع